# N维球面

2维球面的正交投影

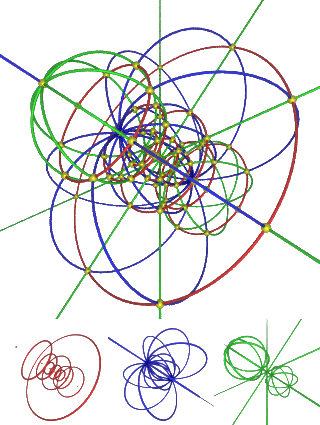
3维球面的平行線（紅色）、 子午線（藍色）以及超子午線（綠色）的立體投影法。
因為立體投影法的共形特性，這些曲線彼此在交點上彼此正交（圖中黃色點），如同在四維空間中一樣。所有曲線都是圓；交會在<0,0,0,1>的曲線具有無限大的半徑（亦即直線）。

n维球面是普通的球面在任意维度的推广。它是(n + 1)维空间内的n维流形。特别地，0维球面就是直线上的两个点，1维球面是平面上的圆，2维球面是三维空间内的普通球面。高于2维的球面有时称为超球面。中心位于原点且半径为单位长度的n维球面称为单位n维球面，记为Sn。用符号来表示，就是：
{\displaystyle S^{n}=\left\{x\in \mathbb {R} ^{n+1}:\|x\|=1\right\}.}
n维球面是(n + 1)维球体的表面或边界，是n维流形的一种。对于n ≥ 2，n维球面是单连通的n维流形，其曲率为正的常数。

## 描述
对于任何自然数n，半径为r的n维球面定义为(n + 1)维欧几里得空间中到某个定点的距离等于常数r的所有点的集合，其中r可以是任何正的实数。它是(n + 1)维空间内的n维流形。特别地：
- 0维球面是直线上的两个点{p − r, p + r}；
- 1维球面是平面上的圆；
- 2维球面是三维空间内的普通球面；
- 3维球面是四维空间内的球面。

### (n+ 1)维空间中的欧几里得坐标
(n + 1)维空间中的点(x1, x2, ..., xn+1)定义了一个n维球面（Sn(r)），由以下方程表示：
{\displaystyle r^{2}=\sum _{i=1}^{n+1}(x_{i}-C_{i})^{2}.\,}
其中C是中心点，r是半径。
以上的n维球面在(n + 1)维空间中存在，是n维流形的一个例子。半径为{\displaystyle r}的n维球面的体积形式ω由下式给出：
{\displaystyle \omega ={1 \over r}\sum _{j=1}^{n+1}(-1)^{j-1}x_{j}\,dx_{1}\wedge \cdots \wedge dx_{j-1}\wedge dx_{j+1}\wedge \cdots \wedge dx_{n+1}=*dr}
其中*是霍奇星算子（关于讨论和这个公式在r = 1的情形下的证明，请参见Flanders (1989，§6.1)）。因此，
{\displaystyle dr\wedge \omega =dx_{1}\wedge \cdots \wedge dx_{n+1}.}

### n维球体
由n维球面所包围的体积，称为(n + 1)维球体。如果把球体的表面包括在内，则(n + 1)维球体是封闭的，否则是开放的。
特别地：
- 1维球体，是一个线段，是0维球面的内部。
- 2维球体，是一个圆盘，是圆（1维球面）的内部。
- 3维球体，是一个普通的球体，是球面（2维球面）的内部。
- 4维球体，是3维球面的内部。

## n维球体的体积
{\displaystyle (n-1)}维球面所包围的体积（{\displaystyle n}维球体的体积）由以下公式给出：
{\displaystyle V_{n}={\pi ^{\frac {n}{2}}R^{n} \over \Gamma ({\frac {n}{2}}+1)}={C_{n}R^{n}}},
其中{\displaystyle \Gamma }是伽玛函数。对于偶数{\displaystyle n}，{\displaystyle \Gamma \left({\frac {n}{2}}+1\right)=\left({\frac {n}{2}}\right)!}；对于奇数{\displaystyle n}，{\displaystyle \Gamma \left({\frac {n}{2}}+1\right)={\sqrt {\pi }}{\frac {n!!}{2^{(n+1)/2}}}}，其中{\displaystyle n!!}表示双阶乘。
由此可以推出，对于给定的{\displaystyle n}，常数{\displaystyle C_{n}}的值为：
{\displaystyle C_{n}={\frac {\pi ^{k}}{k!}}}（对于偶数n=2k），
{\displaystyle C_{n}=C_{2k+1}={\frac {2^{2k+1}k!\,\pi ^{k}}{(2k+1)!}}}（对于奇数n=2k+1）。
这个(n-1)维球面的表面积是：
{\displaystyle S_{n-1}={\frac {dV_{n}}{dR}}={\frac {nV_{n}}{R}}={2\pi ^{\frac {n}{2}}R^{n-1} \over \Gamma ({\frac {n}{2}})}={nC_{n}R^{n-1}}}
n维球面的表面积和体积之间有以下的关系：
{\displaystyle V_{n}/S_{n-1}=R/n\,}
{\displaystyle S_{n+1}/V_{n}=2\pi R\,}
从此可以推导出递推关系：
{\displaystyle V_{n}={\frac {2\pi R^{2}}{n}}V_{n-2}\,}
这些公式也可以直接从n维球坐标系中的积分推出(Stewart 2006，第881頁)。

### 例子
对于较小的{\displaystyle n}，半径为{\displaystyle R}的{\displaystyle n}维球体体积{\displaystyle V_{n}}为如下：
| {\displaystyle V_{0}\,} | = | {\displaystyle 1\,}                              |                          |                                |
| {\displaystyle V_{1}\,} | = | {\displaystyle 2\,R}                             | {\displaystyle \approx } | {\displaystyle 2.00000\,R}     |
| {\displaystyle V_{2}\,} | = | {\displaystyle \pi \,R^{2}}                      | {\displaystyle \approx } | {\displaystyle 3.14159\,R^{2}} |
| {\displaystyle V_{3}\,} | = | {\displaystyle {\frac {4\pi }{3}}\,R^{3}}        | {\displaystyle \approx } | {\displaystyle 4.18879\,R^{3}} |
| {\displaystyle V_{4}\,} | = | {\displaystyle {\frac {\pi ^{2}}{2}}\,R^{4}}     | {\displaystyle \approx } | {\displaystyle 4.93480\,R^{4}} |
| {\displaystyle V_{5}\,} | = | {\displaystyle {\frac {8\pi ^{2}}{15}}\,R^{5}}   | {\displaystyle \approx } | {\displaystyle 5.26379\,R^{5}} |
| {\displaystyle V_{6}\,} | = | {\displaystyle {\frac {\pi ^{3}}{6}}\,R^{6}}     | {\displaystyle \approx } | {\displaystyle 5.16771\,R^{6}} |
| {\displaystyle V_{7}\,} | = | {\displaystyle {\frac {16\pi ^{3}}{105}}\,R^{7}} | {\displaystyle \approx } | {\displaystyle 4.72477\,R^{7}} |
| {\displaystyle V_{8}\,} | = | {\displaystyle {\frac {\pi ^{4}}{24}}\,R^{8}}    | {\displaystyle \approx } | {\displaystyle 4.05871\,R^{8}} |
但当 {\displaystyle n} 趋于无穷大时，{\displaystyle {\frac {V_{n}}{R^{n}}}} 趋于0。
如果维度n不限于整数，那么n维球面的体积就是n的连续函数，它的极大值位于n = 5.2569464...，体积为5.277768...。当n = 0或n = 12.76405...时，体积为1。
单位n维球面的外切超正方体的边长为2，因此体积为2n；当维度增加时，n维球面的体积与外切于它的超正方体的体积之比单调减少。

## 超球坐标系
我们可以定义n维空间内的坐标系统，与3维空间内的球坐标系类似，由径向坐标{\displaystyle \ r}和{\displaystyle \ n-1}个角度坐标{\displaystyle \ \phi _{1},\phi _{2},...,\phi _{n-1}}组成。如果{\displaystyle \ x_{i}}是笛卡儿坐标系，那么我们可以定义：
{\displaystyle x_{1}=r\cos(\phi _{1})\,}
{\displaystyle x_{2}=r\sin(\phi _{1})\cos(\phi _{2})\,}
{\displaystyle x_{3}=r\sin(\phi _{1})\sin(\phi _{2})\cos(\phi _{3})\,}
{\displaystyle \cdots \,}
{\displaystyle x_{n-1}=r\sin(\phi _{1})\cdots \sin(\phi _{n-2})\cos(\phi _{n-1})\,}
{\displaystyle x_{n}~~\,=r\sin(\phi _{1})\cdots \sin(\phi _{n-2})\sin(\phi _{n-1})\,}
从中可以推出逆变换的公式：
{\displaystyle \tan(\phi _{n-1})={\frac {x_{n}}{x_{n-1}}}}
{\displaystyle \tan(\phi _{n-2})={\frac {\sqrt {{x_{n}}^{2}+{x_{n-1}}^{2}}}{x_{n-2}}}}
{\displaystyle \cdots \,}
{\displaystyle \tan(\phi _{1})={\frac {\sqrt {{x_{n}}^{2}+{x_{n-1}}^{2}+\cdots +{x_{2}}^{2}}}{x_{1}}}}
注意最后一个角{\displaystyle \phi _{n-1}}的值域为{\displaystyle 2\pi }，而其它角的值域为{\displaystyle \pi }。这个值域覆盖了整个球面。
n维空间内的体积元素可以从变换的雅可比行列式得出：
{\displaystyle d_{\mathbb {R} ^{n}}V=\left|\det {\frac {\partial (x_{i})}{\partial (r,\phi _{j})}}\right|dr\,d\phi _{1}\,d\phi _{2}\ldots d\phi _{n-1}}
{\displaystyle =r^{n-1}\sin ^{n-2}(\phi _{1})\sin ^{n-3}(\phi _{2})\cdots \sin(\phi _{n-2})\,dr\,d\phi _{1}\,d\phi _{2}\cdots d\phi _{n-1}}
以上n维球体的体积方程可以通过积分来重新得出：
{\displaystyle V_{n}=\int _{r=0}^{R}\int _{\phi _{1}=0}^{\pi }\cdots \int _{\phi _{n-2}=0}^{\pi }\int _{\phi _{n-1}=0}^{2\pi }d_{\mathbb {R} ^{n}}V.\,}
(n-1)–维球面的体积元素是2维球面的面积元素的推广，由以下公式给出：
{\displaystyle d_{S^{n-1}}V=\sin ^{n-2}(\phi _{1})\sin ^{n-3}(\phi _{2})\cdots \sin(\phi _{n-2})\,d\phi _{1}\,d\phi _{2}\ldots d\phi _{n-1}}

## 球极平面投影
就像三维空间中的二维球面可以通过球极平面投影映射到二维平面上一样，一个n维球面也可以通过球极平面投影的n维形式映射到n维超平面。例如，半径为1的二维球面上的点{\displaystyle \ [x,y,z]}映射到{\displaystyle \ xy}平面上的点{\displaystyle \ [x,y,z]\mapsto \left[{\frac {x}{1-z}},{\frac {y}{1-z}}\right]}。也就是说：
{\displaystyle \ [x,y,z]\mapsto \left[{\frac {x}{1-z}},{\frac {y}{1-z}}\right].}
类似地，半径为1的n维球面{\displaystyle \mathbf {S} ^{n-1}}的球极平面投影映射到垂直于{\displaystyle \ x_{n}}轴的n-1维超平面{\displaystyle \mathbf {R} ^{n-1}}：
{\displaystyle [x_{1},x_{2},\ldots ,x_{n}]\mapsto \left[{\frac {x_{1}}{1-x_{n}}},{\frac {x_{2}}{1-x_{n}}},\ldots ,{\frac {x_{n-1}}{1-x_{n}}}\right].}